# 샬럿 스펜서
샬럿 스펜서(Charlotte Spencer, 1991년 9월 26일 ~ )는 잉글랜드의 배우, 댄서, 가수이다.